# Haría (kommunhuvudort)
Haría är en kommunhuvudort i Spanien.   Den ligger i provinsen Provincia de Las Palmas och regionen Kanarieöarna, i den sydvästra delen av landet, 1 500 km sydväst om huvudstaden Madrid. Haría ligger 287 meter över havet och antalet invånare är 4 833. Den ligger på ön Lanzarote.
Terrängen runt Haría är kuperad. Havet är nära Haría åt nordväst.  Närmaste större samhälle är Teguise, 11,3 km sydväst om Haría. Omgivningarna runt Haría är i huvudsak ett öppet busklandskap.